# Říšský kraj

Deset říšských krajů v polovině 16. století

Říšský kraj (německy Reichskreis, latinsky Circulus imperii, anglicky imperial circle) byl od roku 1500 vyšším územněsprávním celkem ve Svaté říši římské. Měl vlastní stavovskou reprezentaci, organizaci a zákony. Kraje byly složeny z více říšských bezprostředních států a státečků, nepokrývaly však celé území říše. Celkem vzniklo 10 krajů a s výjimkou Kraje burgundského a Kraje porýnských kurfiřtství, zrušených roku 1801 po Míru v Lunéville, všechny kraje přetrvaly až do zániku říše v roku 1806. Švábský kraj byl dokonce definitivně rozpuštěn až roku 1808, dva roky po zániku samotné říše. Zřízení krajů rovněž znamenalo zavedení stálé a pravidelné daně, která nahradila občasnou vojenskou říšskou berni, nepravidelně vybíranou od dob husitských válek.

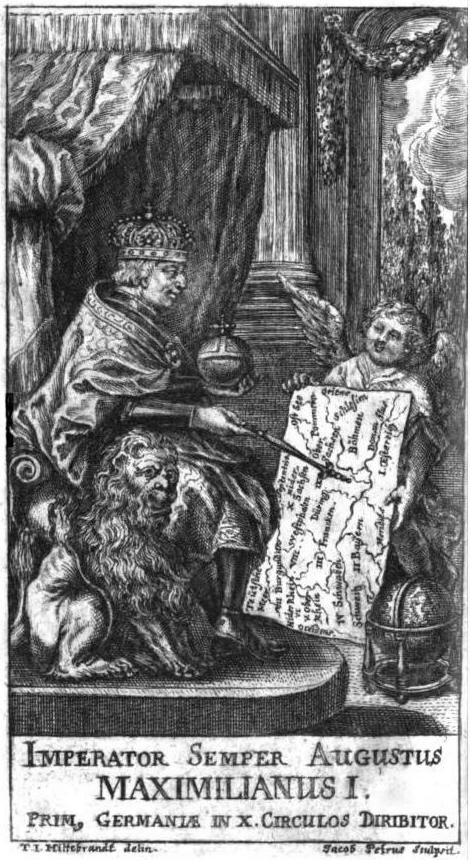
Maxmilián I. při rozdělování říše do krajů (Titulní stránka Trommsdorffovy Geographie von ganz Teutschland, 1711)

## Vznik
Říšské kraje byly založeny reformou krále Maxmiliána I. na říšském sněmu v Augsburgu v roce 1500. Tehdy vzniklo šest říšských krajů, které měly sdružovat říšské stavy s výjimkou kurfiřtů. Celá řada dalších území, především Rakouské země, Burgundské vévodství a kantony říšského rytířstva do krajského zřízení rovněž nebyla pojata. Těchto prvních šest krajů nebylo ještě oficiálně pojmenováno, ale byly opatřeny čísly. Na sněmu ve Špýru v roce 1512 rozhodl, nyní již císař Maxmilián I. spolu s říšským sněmem o rozšíření počtu krajů na deset. Nově byly do krajského zřízení pojaty také Rakouské a Burgundské země a rovněž vznikl tzv. Kraj porýnských kurfiřtství (též někdy Kurrýnský kraj), zahrnující mj. Kurfiřtskou Falc a všechna tři duchovní kurfiřtství: Mohuč, Kolín a Trevír. Tyto kraje nové, ale nadále ani staré kraje již nebyly číslovány, nýbrž získaly oficiální jména. Roku 1521 pak král Karel V. na sněmu ve Wormsu oficiálně zahrnul do Hornosaského kraje také kurfiřtství Saské a Braniborské, fakticky ke kraji přičleněné již od roku 1512 (šlo o II § 1 až 10 výkladu zemského míru). 
Mimo kraje však zůstávala různá drobná teritoria, kraje a kantony říšského rytířstva, Švýcarské spříseženství a veškerá panství ve Švýcarsku obecně, říšská území v severní Itálii a především České království a kurfiřtství i s jeho vedlejšími zeměmi. Důvodem, proč České země zůstaly jako jediné ze všech kurfiřtství mimo, bylo oslabení významu českého kurfiřtského hlasu z doby dvojvládí Matyáše Korvína a Jiřího z Poděbrad, napravené teprve tzv. readmisí v roce 1708, která ale neznamenala přijetí Českých zemí do říšských krajů, protože k tomu nebyla vůle ani ze strany císaře Josefa I., ani českých stavů, kteří rozhodně netoužili po dalším zdanění v zemi. 
Sněm z roku 1512 též udělil reformované říši přívlastek „národa německého“, doplňující dosavadní označení „Svatá říše římská“. Ačkoli se tento přívlastek dočkal v dobách nacionalismu 19. století tvrdého odsudku z české strany, jeho zavedení ve skutečnosti nemělo odrážet německou národní povahu říše, nýbrž prostou skutečnost, že ze tří hlavních říšských celků již Království burgundské nebylo přes sto let součástí říše a vazby s tzv. Královstvím italským v severní Itálii se stále více rozvolňovaly, i když severoitalské území formálně zůstalo v říšském svazku až do zániku císařství. Efektivně spravovaná část říše se tak nadále rozprostírala již jen na území Německého království, které jediné bylo také rozdělené na kraje, což symbolicky zdůrazňoval i dodatek k názvu císařství. 
Hlavním důvodem zřízení krajů bylo postupné zavádění pravidelného zdanění říšských stavů za účelem najímání drahých žoldnéřů, případně stavba vlastních regimentů, kvůli stále rostoucím nárokům válečným a permanentního ohrožení Svaté říše ze strany Turků a Francie.

## Přehled jednotlivých krajů
V roce 1500 bylo vytvořeno těchto šest krajů:
- Bavorský kraj (původní číslo 2)
- Francký kraj (původní číslo 1)
- Hornorýnský kraj (původní číslo 4)
- Saský kraj (původní číslo 6)
- Švábský kraj (původní číslo 3)
- (Dolnorýnsko-) Vestfálský kraj (původní číslo 5)

Na sněmu ve Špýru roku 1512 přibyly tři nové kraje:
- Burgundský kraj
- Kraj porýnských kurfiřtství (Kurrýnský kraj, Falcký kraj)
- Rakouský kraj

Zároveň byl Saský kraj rozdělen:
- Hornosaský kraj
- Dolnosaský kraj

## Země nezahrnuté do krajského zřízení
- země Koruny české
- trvalá říšská zástava České koruně:  purkrabství Cheb a  panství Aš
- tzv. "Říšská Itálie" - všechna severoitalská říšská území s výjimkou knížecích biskupství Trident a Brixen a Savojského vévodství (př.  Milánské vévodství,  Mantovské vévodství,  Quastalské vévodství,  Montferratské markrabství atd.)
- Švýcarské spříseženství (jen do vyčlenění z říše v roce 1648)
- všechna další říšská území na teritoriu dnešního Švýcarska s výjimkou rakouského panství Tarasp (např.  část knížecího biskupství Basilej (do r. 1735), okněžněná opatství  St. Gallen a  Muri,  hrabství Rapperswil,  republika Wallis,  svobodné město Payerne atd.) - tato švýcarská území opustila svazek s říší v roce 1648
- říšské kláštery bez říšského nebo krajského stavovství (především kláštery ženské, např.  klášter Heiligkreuztal ve Švábsku nebo  okněžněný klášter Elten v dolním Porýní)
- kraje říšského rytířstva: kraje  Francký,  Švábský a  Porýnský, dále rozdělené do rytířských kantonů
- drobná feudální panství (např.  Schauen u Halberstadtu,  Kniphausen a  Jever (posl. bylo do r. 1588 lénem Burgundského vévodství) v Oldenbursku, Hörstgen a  Rheda v západním Vestfálsku,  Dreis v Rýnské Falci, atd. atd.)
- panství držená v nedílu (německy Ganerbeschaften, např.  Schüpfer Grund v Hesensku)
- některá panství s říšským stavovstvím - panství duchovní: ( knížecí biskupství Basilej (v letech 1579-1735),  kartouza Buxheim,  opatství Burtscheid) i světská: (okněžněné hrabství  Montbéliard, hrabství  Rheingrafenstein a  Fagnolle (do r. 1786), panství  Dyck,  Homburg,  Saffenburg a  Pirmont v kraji Eifel)
- drobná území v rámci do krajů zařazených říšských států: ( proboštství Cappenberg v rámci Knížecího biskupství Münster,  Hadelnská země v rámci Sasko-lauenburského vévodství, panství Rhade v rámci Hrabství Mark)
- svobodné říšské vesnice a vesnická společenství říšských šoltysů (především v Alsasku, dále např.  ves Holzhausen v Hesensku nebo osady    na Leutkirchském vřesovišti ve Švábsku)
- území v majetku říše, určená k dispozici císaři po dobu jeho úřadu (říšské falce, říšská hradská léna, volená říšská purkrabství atd., např.  hradské léno Boyneburgk či  purkrabství Friedberg v Hesensku (poslední od roku 1577))
- ostatní území (např. tzv.  "Selská republika Dithmarsche" v západním Holštýnsku, do r. 1559)

## Funkce krajů
Než se Maxmilián I. odhodlal k zavedení nového systému daní prostřednictvím říšských krajů, sloužily první čtyři kraje nejprve jako volební okrsky pro tzv. „říšský regiment“, stavovskou reprezentaci tvořící jednu třetinu tzv. assesorů rychtářského práva (senátních soudců) na říšském komorním soudu. Říšský regiment se skládal nejprve z 20, posléze z 22 zástupců říšských stavů s titulem rady. 6 radů bylo vybíráno kurfiřty (po 1 od každého z nich s výjimkou českého krále, který se od dvojvládí za Jiřího z Poděbrad a Matyáše Korvína nesměl přímo podílet na řízení říšských záležitostí), vždy 2 rady volilo dohromady po 6 říšských knížatech, přičemž odděleně volila knížata duchovní a světská, 1 rada byl jmenován rakouským arcivévodou, 1 burgundským vévodou, 1 říšskými preláty, 1 hrabaty a pány a 2 radové byli voleni říšskými městy. Zbývajících 6 (původně 4) radů z řad učenců (obvykle právních teoretiků) volily dohromady říšské kraje. Říšský regiment existoval jen v letech 1500–1531 a vycházel z původního nápadu mohučského arcibiskupa Bertolda z Hennebergu, předneseném na říšském sněmu roku 1495. Již krátce po roce 1500 začal Maxmilián vážně uvažovat o tom, že kraje by mohly převzít dohled nad mincovnictvím, stavět i vydržovat regimenty pro říšské vojsko a samy plnit rozsudky a usnesení říšského komorního soudu. K tomu však bylo nezbytné zajistit tato opatření v rámci celé Svaté říše nebo alespoň na všech stavovských území, jichž se, na rozdíl např. od rytířstva, přímo týkaly otázky ražby mincí či financování říšské armády. Proto došlo roku 1512 k rozšíření počtu krajů na deset a zavádění prvních nových povinností a s tím spojeným vytvářením prvních krajských institucí. Pokud by kraje zůstaly jen volebními okrsky pro říšský regiment, nebylo by nutné rozšiřovat je o kurfiřtství a rakouské statky habsburského císaře, neboť jejich vládci v říšském regimentu zasedali jako virilisté. Nezbytnost jednotných právních norem v říši a jednotné daňové politiky však vyvolala potřebu přijmout do krajů i kurfiřty a císaře (v daný moment jen krále) v r. 1521. Nezahrnutí Českého království silně napomohly skutečnosti, že na českém území dosud nikdy neplatily žádné říšské zákony, nevybírala se tu říšská berně a kvůli oslabení významu českého kurfiřtského hlasu se také český král a kurfiřt nezúčastňoval jednání říšského regimentu. Úkoly krajů byly v zásadě pevně stanoveny právě na říšském sněmu ve Wormsu v roce 1521, kdy byl vydán říšský zákon o landfrýdu, jehož dodržování měly krajské stavy mocensky zajišťovat, a o rok později byl uveden v platnost říšský exekuční řád, který pevně určoval pravidla trestných výprav proti těm, kteří by porušili platné říšské zákony nebo hatili obecný mír. Tento řád určoval pravidla takových exekucí nejen v rámci krajů, ale i velkých exekucí říšských, zaštítěných přímo císařem. Koordinační a výkonná (exekutivní) povinnost a zároveň pravomoc krajů byla zajištěna nezbytným zaváděním „dobré policey“, což v dobové terminologii znamenalo státovědu, právo, ekonomii a výkonnou byrokracii. Říšský sněm ve Wormsu r. 1521 přinesl také první písemnou matriku říšského sněmu se seznamy říšských a krajských stavů s rozpisem daní a počty povinných rekrutů. Říšské vojsko se tehdy sice ještě stavělo pouze v době války, ovšem v praxi byla Svatá říše v 16. a 17. století ve válce téměř nepřetržitě, pokud se započítají také habsbursko-turecké války, kde měla Svatá říše „křesťanskou povinnost“ císaře podpořit i tehdy, pokud její vlastní území nebylo napadeno. V letech 1681-82 pak permanentní říšský sněm v Řezně vydal několik usnesení, které přesně vymezovaly pravidla rekrutování, mustruňku a vyživování říšské armády, která byla od r. 1681, kdy sněm vydal tzv. říšský defensiální zákon (německy Reichsdefensialordnung) již armádou stálou.
Podle dobové právnické literatury byly úkoly krajů následující:.
- zajišťovat vnitřní bezpečnost, trestání zločinu, vojenskou obranu kraje navenek, podíl na vojenské obraně říše
- vést vojenskou exekuci proti těm, kteří se upadli do říšského achtu
- spolupracovat na ustanovení výše daňového a odvodního zatížení krajských stavů (tzv. moderace říšské matriky)
- v nezbytných případech udělit úlevu a výjimku z daňových a rekrutovacích povinností stanovených říšskou matrikou
- dohled nad mincovnictvím a peněžním systémem
- dohled nad cly a mýtným
- být volebním okrskem pro říšský komorní soud
- výstavba cest
- ochrana pocestných před loupežníky, tuláky a cikány
- vydávání hospodářských řádů pro kraj
- vydávat a zveřejňovat zdravotnické vyhlášky
- dohled nad průtahy vojsk (Marschrouten)
- zakazovat loterie a hazard
- dohlížet na životní a pracovní podmínky čeledínů, děveček a závislého obyvatelstva

## Krajské úřady a organizace krajů
Kompetence jednotlivých krajských úřadů byly rozděleny spíše na základě zvyklostí než kodifikovanými předpisy.
V čele kraje stál vždy jako jeho stavovský reprezentant nejvýše postavený říšský kníže, který měl v daném kraji své bezprostřední statky. Např. v Kraji švábském se v této funkci střídal kníže-biskup basilejský a vévoda württemberský, v Kraji falckém jím byl vždy kurfiřt-arcibiskup mohučský. Postupem času takovémuto nejmocnějšímu knížeti připadla role být spojkou mezi Říšským sněmem a krajem. Reprezentoval na sněmu kraj (vedle své vlastní funkce v rámci říšského stavovství) a staral se v kraji o publikaci usnesení říšského sněmu a rozhodnutí říšského komorního soudu (od roku 1689 se sídlem ve Wetzlaru), přičemž tato usnesení obvykle rozesílal ostatním stavům.
Výkonnou funkcí v kraji byl od roku 1522 krajský hejtman, od podpisu Augsburského míru zvaný krajský nejvyšší (Obrist), který měl na starosti funkci policejní, dbal o bezpečnost, dodržování náboženského smíru a landfrýd, stejně jako o mustrování regimentů říšské armády, jimž mohl v případě války i velet jako plukovník (odtud jeho vojenský titul: Obr(i)st – plukovník, nejvyšší). Byl odpovědný za vykonání rozhodnutí říšského komorního soudu, pokud se týkala konkrétního kraje a měl povinnost vést exekuční vojenská tažení proti „škůdcům a opovědníkům“ kraje či říše.
Kontrolním orgánem, jenž dohlížel na činnost krajského nejvyššího byla krajská válečná rada (Kreiskriegsrat). Již z vojenské terminologie názvů obou nejvyšších krajských funkcí je patrné, že hlavní úkoly krajů se soustředily na otázky vojenské, bezpečnostní a na financování těchto úkolů.
Ve správě každého z krajů pak dále působilo množství nižších úředníků, převážně v rámci chodu ekonomické správy: výběrčí daně (Kassierer), důchodní písař (Kanzelist), účetní (Buchhalter), archivář (Archivar), registrátor (Registrator), který se staral o chod kancelářské spisovny či sekretář (Kreissekretarius), který pečetil méně významné dokumenty vydané jménem kraje (ty významné dokumenty pečetil krajský nejvyšší osobně vlastní pečetí).

## Krajské stavovství
Zajímavá je otázka krajského stavovství. Kraje v zásadě sdružovaly výhradně ty suverény, kteří byli v kraji stavovsky zastoupeni a mohly tedy hlasovat na krajském sněmu jako svém stavovském orgánu. Rozhodnutí krajských sněmů pak obdržel sněm říšský, pakliže se toto rozhodnutí nějakým způsobem týkalo říše a říšský sněm pak k němu musel přihlížet. Organizace krajských sněmů v principu kopírovala uspořádání sněmu říšského, ovšem logicky se přihlíželo k počtu suverénů v každém kraji. Například Burgundský kraj sestával od roku 1648 z jediného suveréna, španělského krále (roku 1700 přešlo území i hlas na císaře). Kraje Rakouský, Vestfálský, Hornosaský, Dolnosaský a Kurrýnský či Falcký (tzv. Kraj Porýnských kurfiřtství) měly ve svých sněmech jedinou společnou hlasovací kurii, i když v některých z nich zasedalo i přes 20 stavů, v Kraji vestfálském dokonce více než 50. Pouze Švábský kraj měl vlastní lavici říšských prelátů, pouze kraje Švábský a Hornorýnský měly vlastní kolegia krajských měst. Kraj bavorský byl zase jednoduše rozdělen jen na stavy duchovní a světské. Kraje neznaly kuriátní hlasování, tedy jeden společný hlas pro více suverénů v kurii (hraběcí či prelátské), jak to bylo běžné na říšském sněmu. Každý vlastník v kraji ležícího říšského bezprostředního území měl nárok na jeden (virilní) hlas. Tak jako na sněmu říšském se i v krajských sněmech prosadil po roku 1582 tzv. teritoriální princip hlasování, tedy vázanost hlasu nikoli na rod, ale na držené svobodné statky. Stejně jako na říšské úrovni to vedlo ke kumulaci hlasů v rukou jedné osoby, ale i k štěpení jednoho hlasu na více osob, zejména, když nějaký rod vymřel po meči a podle na daném území platných dědických zákonů připadlo dědictví dcerám, provdaným do různých rodů (např. hrabství Limpurg-Gaildorf ve Franckém kraji a jeho neustále se měnící dědicové-vlastníci). Hlasování probíhalo stejně jako v říšském sněmu veřejně, proto bylo důležité pořadí hlasu. Rodů, resp. teritorií zastoupených na krajských sněmech, bylo o něco více nežli na sněmu říšském a také platilo, že získat krajské stavovství je snazší a rychlejší, říšské pak obvykle následovalo.
Ze světských vladařů získali pouze krajské, nikoli říšské stavovství např. vládci vévodství Sasko-Weißenfels nebo hrabství Barby, oba pocházející z vedlejších větví albertinské linie Wettinů, vládnoucích Saskému kurfiřtství a dále některé rody dělící se s říšskými stavy o krajské stavovské území (panství Schlaenacken, hrabství Reipoltskirchen atd.) případně jiné nestavovské rody (hrabství Limburg a zde vládnoucí hrabě Bentheim-Teckleburg-Rheda). Většinou se však krajské stavovské hlasy vázané na dané území týkaly pouze rodů, které již držely říšské stavovství za jiné území (např. císař a jeho hlas za okněžněné hrabství Gorici a Gradišku). Bylo pevným pravidlem, že každé svobodné říšské město bylo zároveň svobodným krajským městem. Ačkoli kraje sdružovaly prakticky jen krajské stavy, určitou výjimku představovaly některé vedlejší větve významnějších říšských knížat. V 15.-17. století, před zavedením primogenitury, nebývalo neobvyklé, když vladař vydělil malé území na zaopatření svých synů. Ti se sice cítili být bezprostředními říšskými suverény, ovšem hlavní linie rodu si na území nárokovala svrchovaná práva, považovala ho za součást „svého“ kraje, aniž by však příbuznou větev rodu připustila ke krajskému, natož pak říšskému stavovství (případ lankrabství Hesensko-homburského, drženého příbuznými hesensko-darmstadtských lankrabat či vévodství Sasko-merseburského a Sasko-zeitzkého, pod vládou příbuzných větví saských kurfiřtů). Podobný případ představovaly některé švýcarské a předorakouské kláštery s nepatrným územím ve Švábském kraji, které nebyly krajskými ani říšskými stavy, ačkoli platily říšskou daň. Krajské stavy se nejpozději od třicetileté války zdráhali přijímat do svých řad i do krajů vůbec nové svobodné pány, jejichž reprezentaci měly být vyhrazeny řady svobodného říšského rytířstva, byli-li tito říšskými suverény. Nadlouho posledním svobodným pánem v řadách krajských i říšských stavů tak byl svobodný pán z Freybergu, pán panství Justingen ve Švábském kraji, jehož rod vymřel roku 1751.

## Vojenská úloha krajů, Krajské asociace
Ačkoli nejdůležitějším úkolem říšských krajů bylo stavět a financovat pluky říšské armády, narážela tato povinnost téměř vždy na neochotu krajských stavů. Rekruti i peníze se v případě konfliktu obvykle scházeli jen velmi pomalu. Kurfiřti a větší knížata se obvykle spoléhala na vlastní ozbrojené síly nebo sledovala v říšských válkách vlastní politické cíle. "Habsburské" kraje – Rakouský a Burgundský zase investovaly své daně a rekruty spíše do mnohem efektivnějších armád císařské a španělské, než do těžkopádné a notoricky neúspěšné armády říšské. Nejvíce do vojenské pokladny tak přispívaly císaři loajální kraje Švábský a Francký s množstvím drobných stavů, o něco méně pak kraje trvale ohrožené francouzskou vojenskou mocí – Hornorýnský a Vestfálský.
Kraje si velmi brzy uvědomily svou politickou sílu. Po třicetileté válce začaly zakládat tzv. Krajské asociace, obranné spolky, namířené primárně proti vnitřním „škůdcům“ a proti Francii, ne vždy ovšem sdílející zájmy s císařem. Podkladem pro jejich tvorbu byl nový říšský zákon o vojenských exekucích z roku 1555. Asociace vznikaly v druhé pol. 17. století a vrcholu doznaly za války o dědictví španělské. Vůbec první asociace vznikla roku 1651 z podnětu kurfiřta-arcibiskupa mohučského, Johanna Philippa ze Schönbornu, která se roku 1658 rozrostla do známé Rýnské aliance, spolku neutrálů ve sporu o získání císařské koruny mezi Francií a jejími kandidáty a budoucím císařem Leopoldem I.